# Lễ hội Cầu mưa (người Thái)
Lễ hội Cầu mưa hay lễ hội Xến Xó Phốn là một lẽ hội của người đồng bào dân tộc Thái, Mai Châu, tỉnh Hòa Bình. là lễ hôi giá trị về phong tục tập quán, tín ngưỡng cho mọi người trong bản.Mọi người đi hát cầu mưa ở khắp các nhà trong bản, rồi rước đuốc vòng quanh bản

## Quan niệm cầu mưa
Người Thái ở vùng Tây Bắc quan niệm rằng thần linh cai quản mưa gió thương những đứa trẻ sinh ra không có cha để làm nhà cho nên đã không làm mưa khiến cho trời hạn hán, vì vậy trời không mưa là lỗi của những người phụ nữ chửa hoang. Vì vậy dân bản phải làm lễ cầu mưa, cúng lễ các vị chủ nước, chủ sông suối. Để mời các thần linh về nghe nguyện vọng của con người đồng thời trách phạt những người phụ nữ đó đã không biết giữ mình.

## Thời gian
Từ ngày 01/04 đến 28/04 Âm lịch, vào những đêm trăng có quầng đỏ quầng vàng - điềm báo trời đại hạn kéo dài.

## Tổ chức Phần lễ
Cúng thần linh cai quản mưa nắng, mang yếu tố tâm linh để dạy bảo con người. Lễ hội đông nhất là nam nữ thanh niên. Còn lớp người trung niên và già cả thì ở nhà để sẵn sàng đón tiếp đoàn hát cầu mưa. Đoàn hát thường đông tới năm sáu chục người. Ai cũng tự sắm sửa đủ mũ, nón đội đầu và áo mưa (áo tơi lá cọ). Mọi người tự giác xếp hàng hai ở một bãi rộng trong làng.

## Tổ chức Phần hội
Dẫn đầu đoàn hát có một người lĩnh xướng, người thứ hai cầm một cái sàng gạo. Bà Mè mải cũng thường là người cao tuổi đóng vai trò chính, dẫn đoàn người đi đến các nhà xin lễ vật. Họ chọn nhà nào có bà già cao tuổi nhất bản đến đầu tiên. Khi tới sân nhà cụ bà, đoàn người dừng lại, đội ngũ chỉnh tề. Người lĩnh xướng gọi vọng lên trên nhà mời cụ bà ra cầu thang làm lễ cầu mưa. Dứt lời mời, cả đoàn người hưởng ứng bằng lời hát cầu mưa:
- Đến nhà thứ nhất, mè mải nói
Ở nhà đấy bà thím ơi,
Chúng tôi đến xin cơm đấy nhé,
Rau chua xiểm cũng xin,
Canh khoai nhạt cũng xin!
Hát hết bài, người lĩnh xướng nhắc mọi người hát lại từ đầu. Lúc này, từ trên cầu thang, cụ bà xuất hiện với bộ trang phục, gồm áo dài mặc ngoài màu hồng nhạt hoặc đỏ thẫm, cổ áo và gấu áo viền hoa văn rực rỡ. Mặc bên trong là váy cạp rồng, thân váy đen chàm viền vải màu hoặc chắp hẳn một mảnh thêu đẹp hình muông thú. áo ngắn (sứa cóm) màu xanh lá mạ hoặc tơ vàng. Đầu đội khăn nhiễu đen; cổ đeo một cái vòng bạc to bằng ngón tay trỏ, hai cổ tay nhăn nheo của cụ bà đeo năm sáu vòng bạc.
Bà dùng cả hai tay vào chậu nước đặt trước mặt do con cháu bố trí sẵn và luôn tiếp thêm nước từ trong máng đựng nước ra chậu. Cụ bà lần lượt té nước vào đám người đứng theo hàng lố nhố dưới sân. Khi té đến chậu nước thứ ba, thứ tư xem chừng ai cũng đều ướt mũ, nón, đoàn hát nhường cho người cầm sàng gạo tiến lên để hứng lấy cả chậu nước cuối cùng của cụ bà dội từ cầu thang xuống. Vừa dội nước vào mặt sàng, cụ bà vừa cười, nói hóm hỉnh...
- Chà... chà... hạt mưa to như quả "muội". Mọi sông, suối đều đỏ phù sa!
- Chà... chà... úi cha! Mưa to này, mưa dày hột này! Chà... chà...!.
Mọi người lập tức hát vang bài hát cầu mưa để tỏ lòng cảm ơn cụ bà, mở đầu bằng câu: "ờn... Ơn... dơ! (Ơn... ơn... lắm)!.
Hát trọn bài, đoàn hát kéo nhau rồng rắn quanh sân cụ bà một vòng rồi đi hát tiếp các nhà khác. Những nhà tiếp theo chủ nhà không nhất thiết làm lễ "ban nước" mà chỉ cần biếu đoàn hát gói xôi và gói muối con. Việc cảm ơn người biếu quà cũng theo hình thức như ở sân nhà cụ bà.
Sau khi đi khắp lượt các nhà trong bản, đoàn trở lại nơi xuất phát để châm đuốc. Mỗi người thắp một bó đuốc trên tay, họ diễu hành hàng một vòng quanh bản, sau đó kéo nhau ra suối nước. Tất cả số đuốc được chụm lại hai, ba đống bên bờ suối. Lửa đuốc sáng rực cả một góc trời. Họ liền chia ra từng tốp nam, nữ đứng mặt đối mặt với nhau, để thi tát nước "vàng" nước "bạc" vào người, vào mặt nhau. Khi ai nấy đều ướt sũng, mới chịu tan đêm hội về nhà mình.